# Hydrolagus eidolon
Hydrolagus eidolon är en broskfiskart som först beskrevs av Jordan och Hubbs 1925.  Hydrolagus eidolon ingår i släktet Hydrolagus och familjen havsmusfiskar. Inga underarter finns listade i Catalogue of Life.
Arten förekommer i havet kring Japan. Äggen skyddas av en styv kapsel.